# Fetilinia dentator
Genre
Espèce
Fetilinia dentator, unique représentant du genre Fetilinia, est une espèce de scorpions de la famille des Buthidae.

## Distribution
Cette espèce est endémique du Khyber Pakhtunkhwa au Pakistan. Elle se rencontre vers Karak.

## Description
Le mâle holotype subadulte mesure 21,96 mm et la femelle paratype juvénile 22,32 mm.

## Étymologie
Ce genre est nommé en l'honneur de Victor Fet.

## Publication originale
- Lowe & Kovařík, 2021 : « Fetilinia dentator gen. et sp. n. from Pakistan (Scorpiones: Buthidae). » Euscorpius, no 328, p. 1-10 (texte intégral).